# 圣庞克拉斯
圣庞克拉斯（法語：Saint-Pancrasse，法語發音：[sɛ̃ pɑ̃kʁas]）是法国伊泽尔省的一个旧市镇，属于格勒诺布尔区。2019年，圣庞克拉斯与临近的2个市镇合并为新市镇小岩高原镇。

## 地理
圣庞克拉斯（45°17'31"N, 5°51'35"E）面积6.71 平方千米，位于法国奥弗涅-罗讷-阿尔卑斯大区伊泽尔省，该省份为法国东南部内陆省份，北起顺时针与安省、萨瓦省、上阿尔卑斯省、德龙省、阿尔代什省、卢瓦尔省和罗讷省。
与圣庞克拉斯接壤的市镇（或旧市镇、城区）包括：贝尔南、克罗勒、圣伊莱尔、圣纳泽尔莱塞姆、圣皮埃尔-德沙特勒斯。

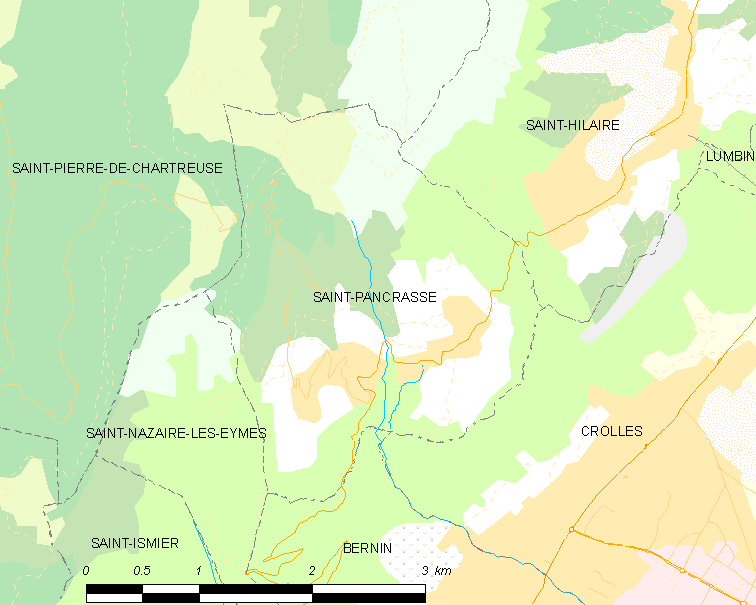
圣庞克拉斯的OSM定位图

圣庞克拉斯的时区为UTC+01:00、UTC+02:00（夏令时）。

## 行政
圣庞克拉斯的邮政编码为38660，INSEE市镇编码为38435。

## 政治
圣庞克拉斯所属的省级选区为中格雷西沃当县。

## 人口

1962-2008年间圣庞克拉斯人口变化图示

圣庞克拉斯于2018年1月1日时的人口数量为489人。